# Sa Sedda de Biriai
Sa Sedda de Biriai (in italiano: La sella di Biriai) è un sito archeologico situato nel Supramonte in comune di Oliena, provincia di Nuoro.
Nel sito ci sono i resti di un villaggio e poco distante un luogo di culto con struttura a terrazzi, dove sono presenti 12 menhirs sempre ascrivibili alla cultura di Monte Claro.
In base all'approccio etnografico dell'archeologo Aaron Burke, secondo Gary Webster il villaggio di Biriai potrebbe essere un insediamento di profughi nella Sardegna centrale della cultura di Monte Claro della fine del III millennio a.C.. Migrazione causata, secondo lo studioso, dall'avvento della cultura del vaso campaniforme in Sardegna.
In relazione alla ceramica è stata riscontrata una stretta affinità fra alcuni frammenti presenti nel Complesso archeologico di Sa Figu a Ittiri molto simili ad un frammento di dolium proveniente dalla capanna 10 di Oliena